# Lê Hồng Hà
Lê Hồng Hoa (6 tháng 1 năm 1926 - 15 tháng 11 năm 2016), bí danh Lê Văn Quỳ, Lê Quang Hòa, Lê Hồng, đã từng là Chánh văn phòng Bộ Công an.
Năm 1995 ông bị bắt, đi tù vì "làm lộ bí mật quốc gia".
Ông có vợ là GS Lê Thi, người kéo cờ Ngày độc lập tại quảng trường Ba Đình, bà cũng là con gái của GS Dương Quảng Hàm.

## Tiểu sử
Ông quê quán tại Xã Phú Minh, Huyện Kim Anh tỉnh Vĩnh Phú (nay là huyện Sóc Sơn, Hà Nội). Ông tham gia cách mạng từ cuối năm 1944, gia nhập Đảng Cộng sản Việt Nam vào tháng 7 năm 1946. Từ tháng 8 năm 1945  đến tháng 1 1949, ông là cán bộ phòng chính trị Sở Công an Hà Nội, Quyền Trưởng công an quận Đề Thám, Mê Linh, Trưởng ban điệp báo Sở Công an Hà Nội.
Từ năm 1949 đến năm 1951, ông học lý luận trung cao cấp khoá I trường Mác - Lênin.
Từ năm 1951 đến năm 1952, ông học nghiệp vụ công an ở Bộ Công an Trung Quốc tại Bắc Kinh, sau đó về làm cán bộ quản lý lớp tại Trường lý luận Bắc Kinh.
Từ năm 1953 đến năm 1958, ông là hiệu phó Trường Công an Trung ương.
Tháng 6 năm 1995 bị khai trừ Đảng. Tháng 12 năm 1995 bị xử 2 năm tù về tội "làm lộ bí mật quốc gia".

## Quan điểm
Ông là người ít bộc lộ quan điểm công khai trên truyền thông. Trong lần trả lời phỏng vấn BBC, ông cho rằng Việt Nam hiện "đang quằn quại trong hai mâu thuẫn", mà mâu thuẫn đầu tiên là "rơi vào tổng khủng hoảng toàn diện" do đường lối sai lầm của Đảng Cộng sản, muốn xây dựng chủ nghĩa xã hội theo đường lối Mác - Lênin, "một đường lối phản phát triển, sai lầm". Ông Lê Hồng Hà nói rằng cần giải thoát đất nước ra khỏi đường lối sai lầm này, điều người ta đã trông đợi từ Đại hội Đảng XI nhưng đã Đảng đã không làm.
Ông có nhiều bài viết đòi thay đổi thể chế chính trị. 

## Đánh giá
Nhận xét từ những người bạn, hoặc mến trọng khi ông mất:
- Nhà văn Vũ Thư Hiên: "Từ vị trí ăn trên ngồi trốc trong hệ thống cai trị, Lê Hồng Hà quyết định rời bỏ đảng của anh để đi về phía lẽ phải, có nghĩa là về phía những người chống thể chế độc tài. Anh trở thành bạn của chúng tôi, những nạn nhân của vụ án mà anh là người tham gia trấn áp." [2]
- Nhà bất đồng chính kiến Nguyễn Thanh Giang thì cho là: "Lê Hồng Hà đã từng "xớ rớ vào những chuyện không liên quan đến mình" để rồi "gặp phải nhiều hệ luỵ"" [3]
- Còn Nguyễn Ngọc Giao kể chuyện cơ hội nào ông được gặp ông Hà.[4].